# Andersfors Snickerifabrik
Andersfors Snickerifabrik var ett sågverk med snickerifabrik i Andersfors vid Hjoån i Hjo. Den grundades 1897 av bröderna Viktor och Levin Johansson och låg då över ån. 
Fabriken brann ned 1907, men byggdes upp igen på västra strandbrinken nära Strömsdalsvägen och drevs därefter av Viktor Johansson och två kompanjoner. År 1912 köptes fabriken av byggmästaren Jakob Wennergren (född 1873), som drev den till 1936, då den övertogs av Petrus Boman (född 1887). 
Andersfors Snickerifabrik sålde sågade och hyvlade bräder samt byggnadssnickerier som fönster, dörrar och andra inredningsdetaljer.
Anläggningen revs 1983. 